# Ludo Graham
Ludo Graham (născut 26 mai 1961) este producătorul și directorul unei televiziuni britanice.

## Carieră
Graham a produs seria de patru documentare The Choir (Corul) pentru BBC2, care a câștigat un premiu Premiul BAFTA - premiul pentru cel mai bun featuring. Prima sa numire majoră a fost ca director al unor trei serii televizate, Strictly Supernatural narat de Christopher Lee și cu consultarea astrologului Robert Currey pentru Discovery Channel și cu DVD-uri de presă în 1997. Graham a continuat să producă serii, cum ar fi Paddington Green pentru BBC1 în 1998.

## Viața personală
Graham a fost căsătorit cu prezentatoarea TV Kate Humble din 1992. în 2007, s-au mutat la Monmouthshire pentru ca să trăiască la o fermă din Valea Wye.

## Filmogrefie
- Museum of Life (2010) documentar TV -
- Montezuma documentar TV - producător executiv
- Rivers cu Griff Rhys Jones documentar - producător executiv
- Being... cu Neil Armstrong documentar - executive producer
- Top Dogs: Adventures in War, Sea and Ice (2009) - producător executiv
- Trouble in Amish Paradise (2009) documentar - producător executiv
- Apollo Wives (2009) documentar TV - producător executiv
- Crime and Punishment (2008) serial TV - director și producător
- The Choir (2006) serial TV documentar - producător și director
- Road to Berlin (2004) serial documentar - producător
- Time Commanders (2003) TV documentar - producător
- Castle (2003) mini-documentar - director și producător
- Alaskan Wilds (2003) mini-documentar - producător
- Paddington Green (1998) serail de la BBC TV - producător
- Strictly Supernatural (1997) Discovery TV - director